# Eva Horká
Eva Horká (* 10. července 1967 Praha) je česká divadelní a filmová herečka a pedagožka.

## Život
Narodila se 10. července 1967 v Praze, kde její otec pracoval jako redaktor v hydrometeorologickém ústavu. Matka pracovala v ústředí stavebnictví a architektury. Z matčina prvního manželství má dva nevlastní bratry.
Studovala gymnázium a později hudebně-dramatický obor na Státní konzervatoři v Praze. V letech 1987 až 1992 byla členkou souboru Národního divadla. Zde ztvárnila například Ofélii v Shakespearově tragédii Hamlet, Marii v komedii Marná lásky snaha, Celii v Jak se vám líbí, nebo Marianu v Molièrově Tartuffovi.
Později působila v pražském Divadle za branou II, založeném Otomarem Krejčou. Hostovala také například v pražském Divadle v Řeznické. Od ledna roku 2000 byla trvale zaměstnána v Městském divadle v Mladé Boleslavi, kde po problémech s novým vedením v roce 2015 odešla. Od té doby již neměla žádné divadelní angažmá.
Proslavila se rolí mladé Zubaté v pohádce Perinbaba z roku 1985. Dále ji zviditelnila role Zdeny v televizním seriálu Rodáci. Rovněž se věnuje dabingu. Od roku 2000 vyučuje na Vyšší odborné škole herecké škole v Praze. Věnuje se psaní a vydala dvě básnické sbírky.
Nikdy se nevdala a je bezdětná. 

## Divadelní role (výběr)

### Národní divadlo
- Hamlet - Ofélie
- Lucerna - Hanička
- Fidlovačka - Liduška
- Marná lásky snaha - Marie
- Tartuffe - Mariana
- Zlý jelen - Růženka
- Jak se vám líbí - Célie

### Divadlo za branou
- Provaz o jednom konci
- Český rok

### Městské divadlo Mladá Boleslav
- Měsíc nad řekou - Slávka Hlubinová
- Stará historie - Lavínie
- Tramvaj do stanice Touha - Stella
- Dům se sedmi balkóny - Genoveva
- Tartuffe - Elmíra
- Dobrodružství Dona Quijota - Aldonza Lorenzová / Dulcinea z Toboza
- Manželství po italsku - Filumena
- Scény z manželského života - Marianne
- Cantervillské strašidlo - Eleonora de Canterville
- Bůh masakru - Veronika Huliéová

## Filmografie (výběr)

### Filmy
- Dívka s mušlí (1980)
- Má láska s Jakubem (1982)
- Perinbaba (1985)
- Velká filmová loupež (1986)
- Chodník přes Dunaj (1989)
- Návrat zbloudilého pastýře (2004)
- Uprostřed září zpěv (2024)

### Televize
- Rodáci (1988)
- Co teď a co potom? (1991–1992)